# Stapleton, Herefordshire
Stapleton är en civil parish i Storbritannien.   Den ligger i grevskapet Herefordshire och riksdelen England, i den södra delen av landet, 210 km väster om huvudstaden London. Antalet invånare är 133.